# Шаронов, Борис Григорьевич
Бори́с Григо́рьевич Шаро́нов (19 октября 1925 года — 30 мая 1982 года) — советский офицер, в годы Великой Отечественной войны — старший сержант, командир отделения 738-го Краснознамённого стрелкового полка 134-й Вердинской Краснознамённой стрелковой дивизии 61-го стрелкового корпуса 69-й армии 1-го Белорусского фронта; Герой Советского Союза (24.03.1945), с 1976 года военный комиссар Омской области, генерал-майор.

## Биография

Бюст Шаронова над могилой в Старо-Северном кладбище, Омск

Родился 19 октября 1925 года в деревне Захарово ныне Тейковского района Ивановской области в семье крестьянина. Русский.
Окончил 10 классов.
В январе 1943 года был призван в Красную Армию. С этого же времени на фронте. Участвовал в освобождении Смоленщины. Летом 1944 года рядовой Борис Шаронов воевал уже в Польше. Член ВКП(б)/КПСС с 1945 года.
После войны остался в вооружённых силах. Окончил в 1949 году Орловское танковое училище, в 1960 году — Военную академию бронетанковых войск. В конце 1960-х — начале 1970-х годов командир 5-й гвардейской танковой бригады 2-й гвардейской танковой армии ГСВГ (в/ч п.п. 57044 город Гюстров).
Последние годы жил в городе Омске. С 1976 года генерал-майор Шаронов был военным комиссаром Омской области.
Умер 30 мая 1982 года. Похоронен на Старо-Северном кладбище города Омска.

## Подвиг
Из наградного листа:

Совершив 200 км марш с 1 стрелковым батальоном 738 стрелкового полка к р. Висле тов. Шаронов 29.7.44 года при форсировании реки, несмотря на сильный артиллерийско-миномётный обстрел и бомбардировку с воздуха противником переправы смело первым из роты со своим отделением форсировал реку и с хода вступил в бой с противником по прикрытию дальнейшей переправы его роты.
После переправы 3 стрелковой роты через р. Вислу рота была введена в бой по расширению плацдарма и здесь тов. Шаронов первым в роте поднялся в атаку, увлекая за собой своих товарищей. Враг бежал, задача по расширению плацдарма была блестяще выполнена.
В бою за дер. Бжец 29 и 30.7.44 года он со своим отделением выдвинулся на правый фланг взвода и управляя огнём отделения способствовал отражению 10 контратак немцев, личным примером мужества и геройства воодушевлял бойцов на успешное выполнение задачи.
При прорыве сильно укреплённой обороны немцев в районе деревни Коханув 14.1.1945 г. тов. Шаронов тактически умело и решительно выдвинул своё отделение вперёд и первым с отделением ворвался в траншеи противника, уничтожив при этом 4 огневые точки и свыше 40 гитлеровцев тем самым способствовал 3 стрелковой роте выполнить сложную боевую задачу по прорыву обороны противника.
29.1.45 года под ураганным огнём противника, проявив героизм т. Шаронов первым бросился на укрепление врага, увлёк за собой отделение и действуя решительно и смело уничтожил 2 пулемётные точки и до 30 немцев, обеспечив успешное выполнение поставленной боевой задачи батальоном — форсирование р. Варта и прорыв обороны немцев на гос. границе и вторжение в пределы Германии, в этом ожесточённом бою лично истребил из винтовки 22 немца.

## Награды
- Медаль «Золотая Звезда» Героя Советского Союза;
- орден Ленина;
- орден Отечественной войны I степени;
- орден Красной Звезды;
- орден «За службу Родине в Вооружённых Силах СССР» III степени;
- орден Славы II степени;
- орден Славы III степени;
- медали СССР;
- медаль Победы и Свободы (ПНР)

## Память
- Школа № 98 города Омска носит имя Б. Г. Шаронова.
- Улица на левобережье в новом микрорайоне г. Омска вдоль реки Иртыш у моста 60-летия ВЛКСМ названа в честь Бориса Григорьевича.
- На родине Шаронова, в городе Тейково Ивановской области, имя увековечено на мемориальной доске «Тейковчане — Герои Советского Союза».
- Имя Героя увековечено в городе Иваново на мемориале героев-ивановцев.
- Имя Героя есть на стене Зала Славы Героев Советского Союза в музее Великой Отечественной войны, в городе Москве.
- Мемориальная доска в память о Шаронове установлена Российским военно-историческим обществом на школе деревни Москвино, где он учился.